# Herrmannella hiatellai
Herrmannella hiatellai is een eenoogkreeftjessoort uit de familie van de Lichomolgidae. De wetenschappelijke naam van de soort is voor het eerst geldig gepubliceerd in 1975 door Avdeev.